# Escut de Polop
L'escut de Polop és un símbol representatiu sense oficialitzar de Polop, municipi del País Valencià, a la Marina Baixa. Té el següent blasonament:
| « | Escut truncat. Primer, d'or quatre pals de gules; ressaltada, una torre al natural d'on ix una figuera, terrassada de sinople. Segon, en camper d'or tres roques del seu color, posades en faixa sobre ones d'atzur i argent, sumades cadascuna d'elles d'una rama d'ortiga de set fulles. Per timbre, corona de baró. | » |

## Història
L'Ajuntament inicià el procediment per a l'oficialització de l'escut que utilitza actualment, però la Reial Acadèmia de la Història (RAH), institució consultiva que havia de donar el vistiplau previ a la seua oficialització per la Generalitat Valenciana en aquell moment, emetí un informe on no admetia aquesta proposta, amb data de 15 de febrer de 1990.

Proposta d'escut per a Polop feta per la RAH en 1990.

En el mateix dictamen on la RAH rebutjà la iniciativa de l'Ajuntament, proposà un escut diferent que l'Ajuntament finalment no aprovà, amb el següent blasonament:
| « | Escut d'or, quatre pals de gules; ressaltada, una torre al natural d'on ix una figuera terrassada de sinople, al peu, ones d'argent i atzur; la bordura d'argent carregada de rames d'ortigues. Va timbrat l'escut amb la corona reial espanyola. | » |

Antic escut de Polop, segons Joaquín Fuster Pérez.

Segons Joaquín Fuster Pérez en el seu llibre Baronía de Polop, publicat per l'Ajuntament l'any 1971, a l'època en què el senyoriu de la Baronia de Polop estava en possessió dels Fajardo, Polop tenia el següent escut:
| « | Sobre un fons amb les barres d'Aragó, hi ha un puig coronat amb una torre d'on ix un figuera, tot això orlat per ortigues i campeat per una corona de baró. | » |

## Significació
En l'escut es representen les armes dels reis d'Aragó. La torre al·ludeix al castell de Polop, situat en el Tossal de la Figuera. El segon quarter del primer escut són les armes dels Fajardo, representades per les rames d'ortigues en els altres dos escuts.